# IC 5330
IC 5330 је појединачна звијезда у сазвјежђу Рибе која се налази на листи објеката дубоког неба у Индекс каталогу.
Деклинација објекта је - 2° 52' 58" а ректасцензија 23h 33m 26,4s.